# Antonio Rubio de Rueda
Antonio Rubio (La Roda,1548Alcalá de Henares, 1615) fue un filósofo y teólogo español, miembro de la Compañía de Jesús. Durante veinticinco años residió en México, sitio donde escribió y enseñó su obra filosófica.Es autor de un libro de comentario a la lógica aristotélica, titulado en algunas ediciones Lógica mexicana, por ser México el lugar donde se escribió dicha obra. Se sabe que Descartes, mientras estudiaba en el Real Colegio de La Flèche, estudió la Lógica mexicana de Rubio.

## Lógica mexicana
Se trata de un libro de comentario a la lógica aristotélica, donde se habla de: la naturaleza de la lógica, la cientificidad de la lógica y cuestiones sobre filosofía del lenguaje. Con el fin de ser una herramienta didáctica para la enseñanza de dicha materia.

A propósito de la Lógica mexicana, Rubio expresa, en agradecimiento a la Academia Complutense, que con el escrito espera: 
Ayudar a las inteligencias de los que ya tocan los confines de las artes liberales [estudios de filosofía]; para que, agobiados o atemorizados por la multitud de materias, no desistan de su propósito ni desesperen de poder aprender con perfección esta materia [evidentemente, la lógica]. 
En estas pocas líneas, podemos ver que la Lógica mexicana fue escrita con fines pedagógicos; siendo esta tan bien lograda que no solo se utilizaba solamente para la enseñanza de la lógica en las universidades españolas y las universidades mexicanas, sino que su empleo en la enseñanza llegó hasta otras naciones como serían Italia, Francia y Alemania.
Algunos lo consideran “el más importante de los jesuitas españoles”, debido a la gran influencia que su obra filosófica tuvo en Europa.
Entre otras aportaciones relevantes se encuentra el haber presentado un argumento concluyente contra la unicidad del mundo y a favor de una pluralidad de mundos posibles. La definición más relevante de Plures mundos possibiles reza del siguiente modo:
"Possibiles sunt plures mundi specie, ac numero distincti: probatur vtrumque hoc argumento: non repugnat ex parte divinaæ omnipotentiæ, neque ex parte rei faciendæ, ergo posible est, vtroq; modo fieri plures."

## Obras
Sus obras consisten en comentarios a las obras de Aristóteles, conservando la manera de producción filosófica propia de la tradición escolástica. Siendo:
- Comentario a la Lógica Aristotélica (Lógica Mexicana)
- Comentario al De coelo et mundo
- Comentario al De anima
- Comentario a la Physica
- Comentario al De ortu et interitu.